# Czernidłówka sklerotowa
Czernidłówka sklerotowa, czernidłak sklerotowy (Coprinopsis tuberosa (Quél.) Doveri, Granito & Lunghini) – gatunek grzybów należący do rodziny kruchaweczkowatych (Psathyrellaceae).

## Systematyka
Pozycja w klasyfikacji według Index Fungorum: Coprinopsis, Psathyrellaceae, Agaricales, Agaricomycetidae, Agaricomycetes, Agaricomycotina, Basidiomycota, Fungi.
Po raz pierwszy opisał go w 1879 r. Lucien Quélet, nadając mu nazwę Coprinus tuberosus. Późniejsze badania z zakresu filogenetyki molekularnej wykazały, że rodzaj Coprinus nie był taksonem monofiletycznym i należy go rozbić na rodzaje. Obecną nazwę nadali mu w 2005 r. Francesco Doveri, Vito Mario Granito i Dario Lunghini.
Polską nazwę zarekomendował w 2003 r. Władysław Wojewoda dla synonimu Coprinus tuberosus. W 2025 r. Komisja ds. Polskiego Nazewnictwa Grzybów Polskiego Towarzystwa Mykologicznego zarekomendowała dla rodzaju Coprinopsis nazwę czernidłówka.

## Morfologia
Kapelusz
Średnica 5–7 mm, kształt jajowaty lub płaski, falisty, promieniście prążkowany. Powierzchnia ochrowoszara, ciemniejszy w środku.
Blaszki
Przyrośnięte, początkowo białawe, następnie czerwonobrązowe do czarnych, rzadkie.
Trzon
Wysokość 50–70 mm, grubość 0,5–1 mm z czarnymi sklerocjami u podstawy. Powierzchnia kłaczkowata.
Miąższ
Bez wyraźnego zapachu.
Cechy mikroskopowe
Bazydiospory elipsoidalne do podłużnych, gładkie, z wierzchołkową porą kiełkową i zanikającym episporium, o wymiarach 9–12,8 × 5,4–7,3 μm, Q = 1,7. Cystydy pęcherzykowate, kuliste. Osłona całkowita zbudowana kulistych, brodawkowatych komórek.

## Występowanie i siedlisko
Podano występowanie tego gatunku tylko w Europie. W Polsce do 2003 r. podano 2 stanowiska, ale w późniejszych latach podano wiele następnych, a najnowsze podaje internetowy atlas grzybów. Znajduje się w nim na liście gatunków zagrożonych i wartych objęcia ochroną.
Saprotrof, grzyb koprofilny. Występuje w lasach na rozkładających się resztkach roślinnych i odchodach.